# Pseudolycoriella subbruckii
Pseudolycoriella subbruckii är en tvåvingeart som först beskrevs av Werner Mohrig och Hovemeyer 1992.  Pseudolycoriella subbruckii ingår i släktet Pseudolycoriella och familjen sorgmyggor.
Artens utbredningsområde är Tyskland. Arten är reproducerande i Sverige. Inga underarter finns listade i Catalogue of Life.